# (5008) Miyazawakenji
(5008) Miyazawakenji  (1991 DV) est un astéroïde de la ceinture principale, découvert le 20 février 1991 par l'astronome japonais Atsushi Sugie à l'observatoire de Dynic. Il fut nommé en honneur de Kenji Miyazawa, écrivain japonais.